# Friedrich Loránd
Friedrich Loránd, keresztneve Lóránd formában is előfordul (Budapest, 1891. április 23. – Stockholm, 1947. december 25.) magyar építészmérnök, műegyetemi tanár, műszaki szakíró.

## Élete
Budapesten született, édesapja a soproni születésű Friedrich Kálmán Lajos, az Osztrák–Magyar Bank főtisztviselője, édesanyja Müller Emília Friderika volt. Alapfokú tanulmányait a budai Evangélikus Általános Iskolában végezte, ezt követően a Budapest-Fasori Evangélikus Gimnáziumban tanult tovább. Érettségit azonban nem itt, hanem az Eötvös József Reáliskolában (ma: Eötvös József Gimnázium) tett.
1910-től a budapesti műegyetemen tanult, és 1914-ben (más források szerint 1918-ban) itt kapott oklevelet. Kisebb gyakorlati tevékenység után 1920-tól tanársegédként, 1925-től adjunktusként dolgozott az egyetem újkori építészeti tanszékén. 1942-től az összevont ókori és újkori építészeti tanszéken tanított.
1946-ban gyógykezelés céljából Stockholmba utazott, de még abban az évben elhunyt alig 56 éves korában. 1948. január 2-án temették el Svédországban.
Elsősorban lakóépületeket, iskolákat tervezett az 1920-as, 1930-as években, elsősorban mértéktartó eklektikus stílusban. Számos tervét nem tudta kivitelezni. Több építészeti szakcikket jelentetett meg.

## Ismert épületei
Marótzy Katalin kutatásai alapján:
- 1925. Rákosliget, világháborús hősök emlékműve
- 1925. Eger, jegyzői internátus
- 1926. Budapest, Budaörsi úti kislakásos bérház-csoport C, E pavilon
- 1926–28. Marosvásárhely, szanatórium (Hültl Dezsővel)
- 1927. Budapest, Szaszovszky-villa
- 1927. Győr, városi bérház
- 1927. Szombathely, téli gazdasági iskola
- 1927. Budapest, Rákóczi emléktábla
- 1927. Budapest, Árpád-kilátó
- 1928. Szekszárd, evangélikus templom és lelkészlak
- 1933-1935. Budapest, óbudai evangélikus templom
- 1935. Budapest, óbudai paplak
- 1935. Budapest, Váci u. 76. átalakítás
- 1937. Budapest, József főherceg villája
- 1937 előtt Surány, Surányi Fürdő Egyesület kultúrház
- 1938. Budapest, kerítés Dunkel Károlyné villájához
- 1939. Budapest, Puskin utca 12 átalakítás
- 1943 előtt: Budapest, Növénykísérleti telep
- 1946. Budapest, Budavári evangélikus templom helyreállítás Bretz Gyulával

### Tervben maradt alkotásai
- 1913. Központi járásbíróság bírói szobáinak bútorzata pályázat
- 1921. Miskolc városszabályozási tervpályázat
- 1925. MMÉE nagypályázat prímási palota
- 1925. állami bérlakás pályázat
- 1925 körül Rákosliget iskola
- 1925–26. Deák téri evangélikus templom felmérési és felújítási terve
- 1927. Gazdasági iskolák tervpályázat
- 1928. Budapest, Maglódi úti szeretetotthon tervpályázat
- 1928. Aszód, evangélikus gimnázium tervpályázat
- 1930. Budapest, Erzsébet sugárút tervpályázata
- 1930. Nagykanizsa, elemi iskola
- 1930. MMÉE nagypályázat vendéglő
- 1930. erdei menedékházak
- 1930. Budapest, Vigadó tér rendezése
- 1930. Balatoni szállodák
- 1931. Budapest, Gellért hegy rendezési tervpályázata
- 1933. Barátfürdő étterem tervpályázat
- 1933. Budapest, Tabán rendezése tervpályázat Schömer Ferenccel
- 1936. Dobogókő, szálló
- 1936. Budapest, angyalföldi evangélikus templom tervpályázat
- 1937. Budapest, óbudai hídfeljáró pályázat
- 1940. Budapest, protestáns helyőrségi templom tervpályázat
- 1941. Budapest, budavári Horthy Miklós bástyasétány tervpályázata
- 1943. Gödöllő, a kastély műemléki felújítása

## Írásai
- Baraképítkezések. Építő Ipar – Építő Művészet (1920) 10–11., 23., 30–31.
- Szálloda és idegenforgalom. Városok Lapja (1927) 175–176.
- A villaépítkezés fejlődése. Röttig–Romwalter, Sopron 1939.
- A templomi karzatokról. Keresztyén Igazság (1940) 213–215.
- A  magyar  evangélikus  templom  fejlődése  az  újkorban.  In: Evangélikus  templomok. Szerk.: Kemény Lajos – Gyimessy Károly. Athenaeum, Budapest 1944. 169–192.
- Monumentális építészet az újklasszicizmusban. A Mérnöki Tovább-képző  Intézet  Kiadványai.  É.27.  füzet.  Mérnöki  Továbbképző  Intézet,  Budapest 1944.

## Képtár

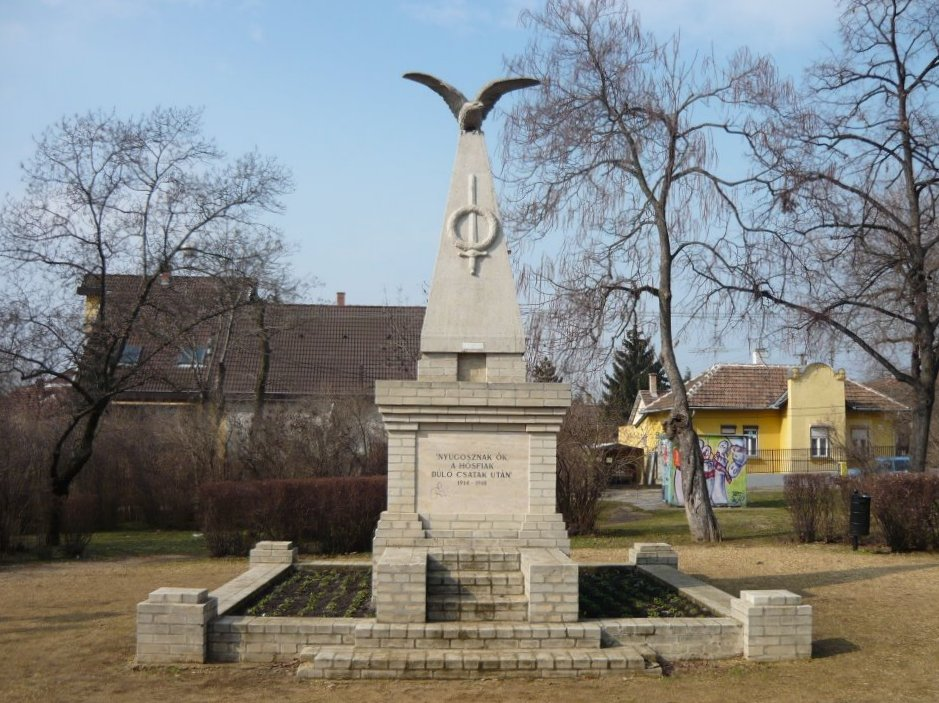
Világháborús hősök emlékműve, Rákosliget
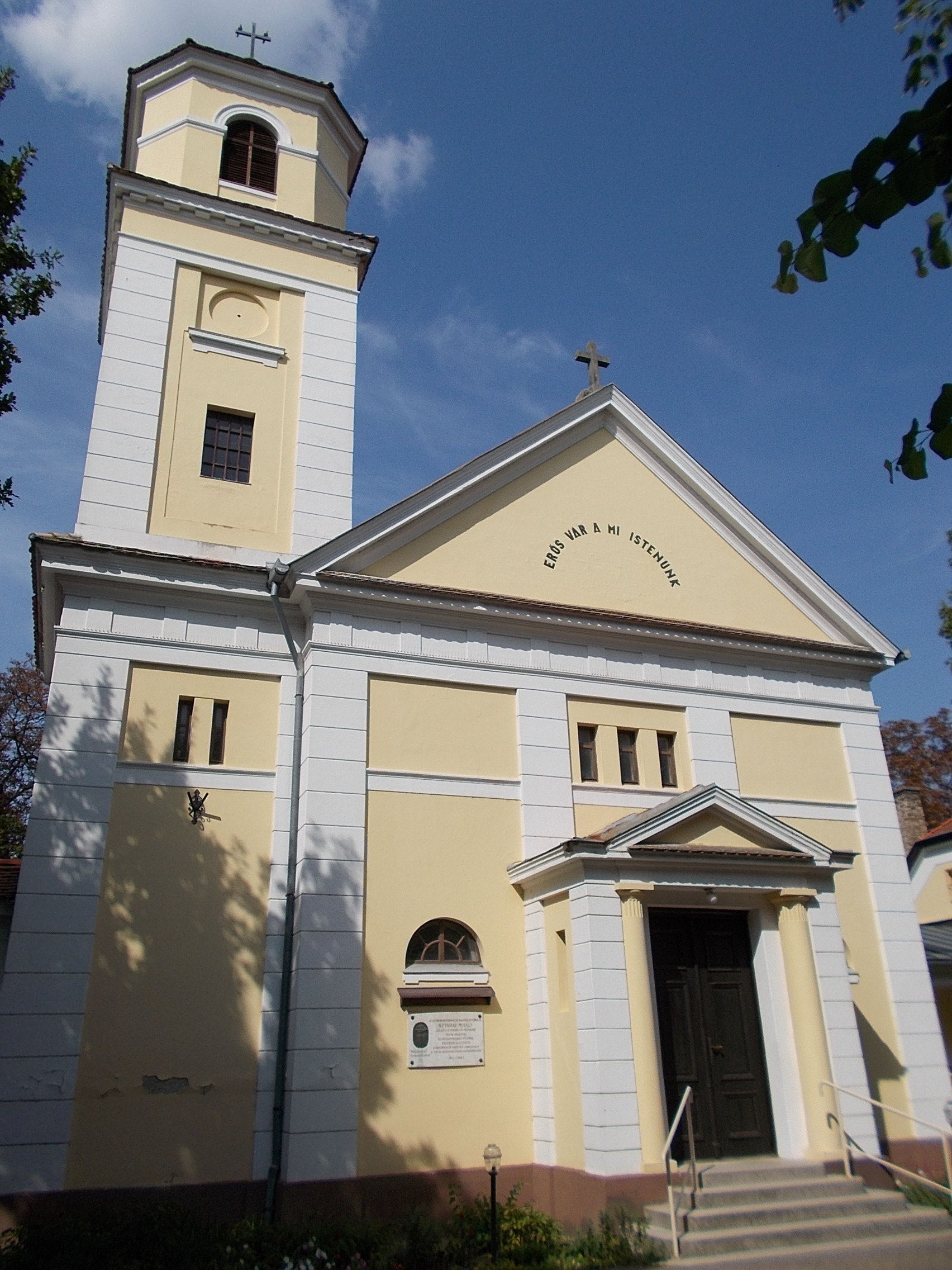
Szekszárdi evangélikus templom
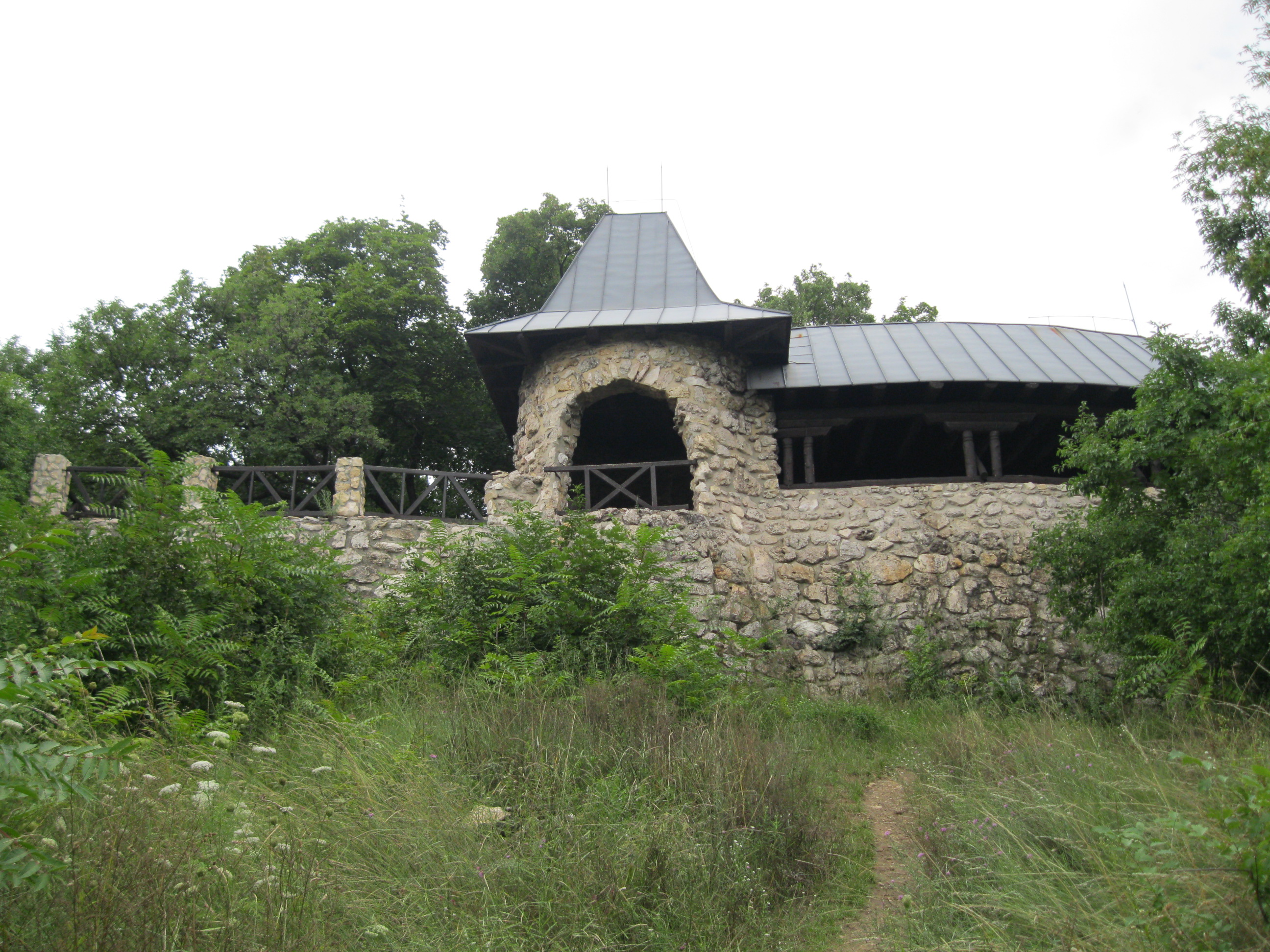
Árpád-kilátó
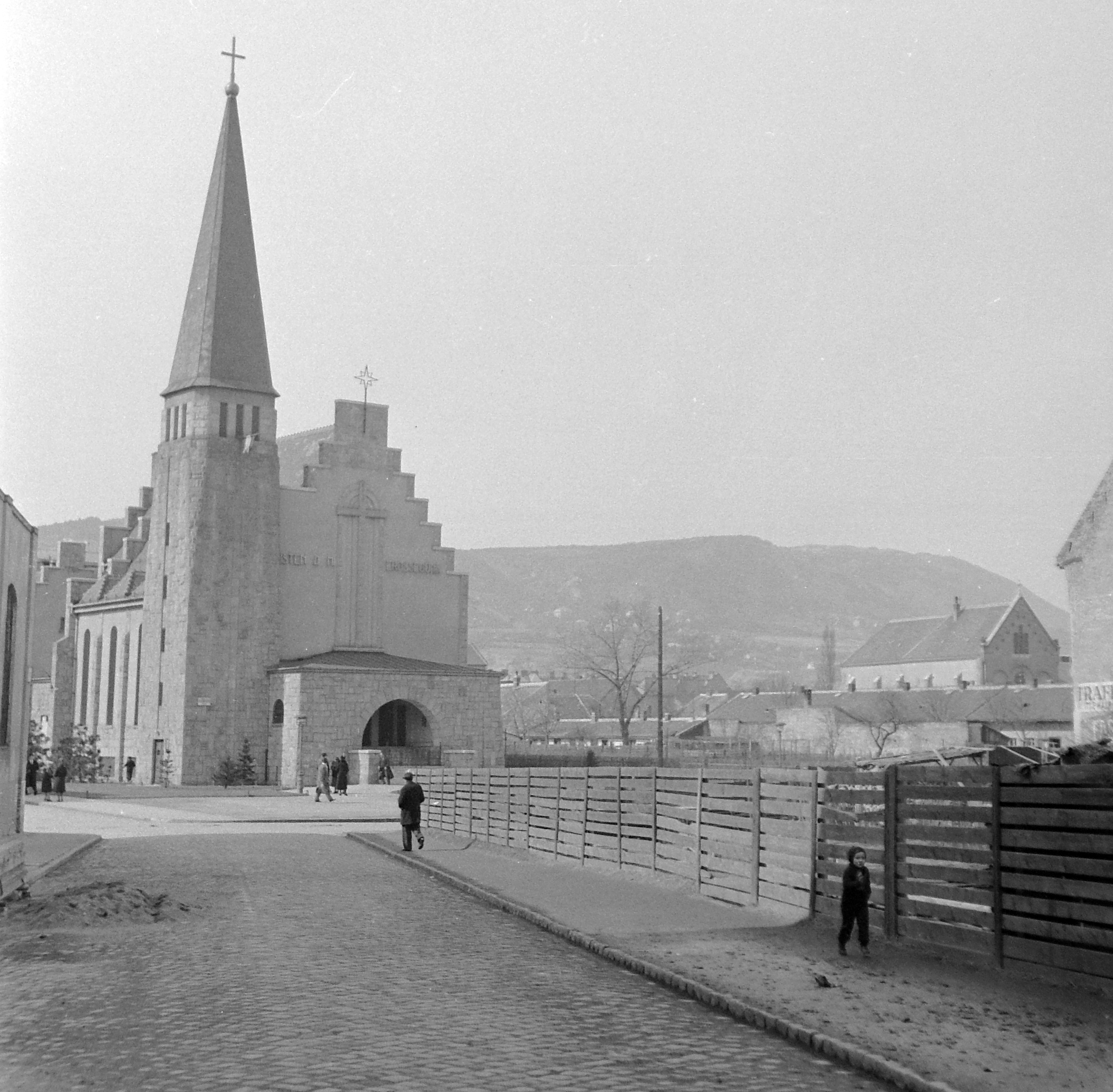
Óbudai Evangélikus Templom (archív felvétel)
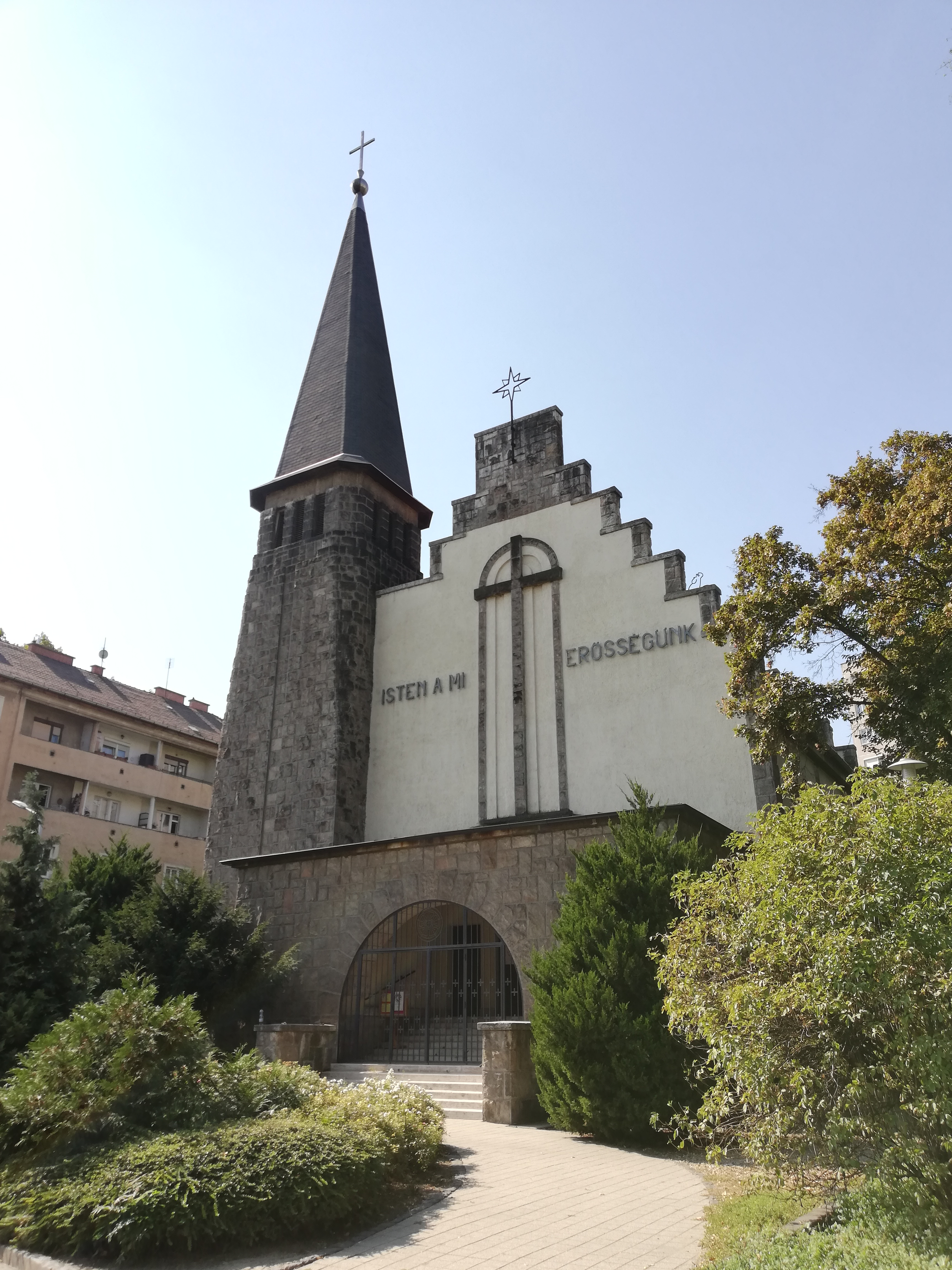
Óbudai Evangélikus Templom

## Egyéb irodalom
- Major Máté: Friedrich Loránd In: ÉKME Évkönyv 1955–1956.